# Ploceus jacksoni
Ploceus jacksoni е вид птица от семейство Ploceidae.

## Разпространение
Видът е разпространен в Бурунди, Кения, Судан, Танзания, Уганда и Южен Судан.